# Elachistocleis ovalis
Elachistocleis ovalis és una espècie de granota que viu a Bolívia, el Brasil, Colòmbia, Guaiana Francesa, Guaiana, Panamà, el Paraguai, Surinam, Trinitat i Tobago, Veneçuela i, possiblement també, a Perú.